# Jade Moore
Jade Ellis Moore (Worksop, 22 ottobre 1990) è una calciatrice britannica, centrocampista del Tampa Bay Sun e della nazionale inglese.

## Palmarès

### Club
- FA Women's Premier League Cup: 1

Birmingham City: 2013-2014

### Nazionale
- Cyprus Cup: 1

2015
- Campionato d'Europa under 19: 1

2009